# Kosuke Nakamura
Kosuke Nakamura (中村 航輔 Nakamura Kōsuke?), född 27 februari 1995, är en japansk fotbollsmålvakt som spelar för Kashiwa Reysol.
Nakamura debuterade för Japans landslag den 9 december 2017 i en 1–0-vinst över Nordkorea. I maj 2018 blev han uttagen i Japans trupp till fotbolls-VM 2018.